# Rodamin 123
Rodamin 123 je organski spoj i bojilo. Često se koristi kao pokazno bojilo u vodi za određivanje brzine i smjera protoka i prijenosa tekućina. Rodaminska bojila fluoresciraju i na taj se način mogu lako i jeftino otkriti fluorometrima. Rodaminska bojila također se dosta koriste u biotehnološkim primjenama poput fluorescentne mikroskopije, protočne citometrije, fluorescentne korelacijske spektroskopije i enzimskog imunološkog testa. Fluorescencija rodamina također se može koristiti kao mjera membranske polarizacije u testovima živih stanica kako unutar mitohondrija, tako i kod bakterija. Ova se upotreba oslanja na činjenicu da se rodamin 123 akumulira u membranama na način koji ovisi o polarizaciji membrane. Apsorpcija rodamina 123 doseže maksimum oko 505 nm, a luminiscencija se može prilagoditi oko 560 nm kada se koristi kao laserska boja. Njegov kvantni luminiscentni prinos je 0,90.

## Triarilmetanska bojila
Triarilmetanska bojila su bojila koja se izvode strukturno od bezbojnog trifenilmetana (C6H5)3CH. Najčešća među njima su trifenilmetanska, a manji dio pripada derivatima difenil-naftilmetana C10H7·CH·(C6H5)2. U para-položaju prema centralnom ugljikovu atomu moraju se u molekuli nalaziti na arilnim grupacijama najmanje dvije auksokromne skupine. Kromofor je ove skupine p-kinonoidna grupacija O=C6H4=O, odnosno 0=C6H4=NH. Prema broju i karakteru auksokromnih grupa dijele se ta bojila na trifenilmetanske derivate s dvije amino-grupe, na iste derivate s tri amino-grupe, na hidroksi-trifenilmetanske derivate, aminohidroksi-derivate i derivate difenilnaftilmetana. U svakoj od ovih grupa nalaze se bojila različitih svojstava bojenja: bazna, kisela, močilna i bojeni lakovi. Ako molekula bojila sadrži grupu —COOH u o-položaju prema grupi —OH, bojilo je močilno. Uvođenjem sulfonskih grupa u molekulu dobivaju se od baznih bojila kisela. Sulfonske grupe koje se nalaze u o-položaju prema centralnom ugljikovom atomu povećavaju postojanost prema alkalijama. Bojeni lakovi nastaju od baznih bojila taloženjem s fosformolibdenskom ili fosforvolframskom kiselinom. Trifenilmetanskim bojilima postižu se neobično živahna, briljantna i čista obojenja crvene, ljubičaste, modre i zelene boje, ali su im postojanosti općenito niske, osobito na svjetlu i prema alkalnoj obradi. Zbog toga im upotreba sve više opada u korist postojanih bojila. Bazni predstavnici se najviše upotrebljavaju za bojenje svile i močenog pamuka, a kiseli i močilni za bojenje vune. Najveće količine ovih bojila troše se izvan tekstilne upotrebe, i to za bojenje papira, drveta, šibica, u proizvodnji grafičkih boja, za tinte, kao boje u kozmetici i prehrambenoj industriji.